# Dębowa (Dobrzewino)
Dębowa (kaszb. Dembòwô) – część wsi Dobrzewino w Polsce, położona w województwie pomorskim, w powiecie wejherowskim, w gminie Szemud. 
Wchodzi w skład sołectwa Dobrzewino.
W latach 1975–1998 Dębowa administracyjnie należała do województwa gdańskiego.